# کوروش مدرسی
کوروش مدرسی (۱۳۲۹ در سنندج - ) فعال سیاسی کمونیست و مارکسیست–لنینیست کُرد اهل ایران است.

## فعالیت‌های سیاسی
کوروش مدرسی در سال ۱۳۲۹ در شهر سنندج به دنیا آمد. او از زمان تأسیس حزب کمونیست ایران در سال ۱۳۶۲ وارد این حزب شد و تا ۱۳۷۰ در آن به فعالیت پرداخت و از جمله برای مدتی در دهه شصت در هیئت اجرایی و بعدا در دفتر سیاسی این حزب عضویت داشت.
پس از وقوع انشعاب در حزب کمونیست ایران در سال ۱۳۷۰ و جداشدن گروهی به رهبری منصور حکمت که با نام حزب کمونیست کارگری ایران به فعالیت پرداخت، کوروش مدرسی نیز به این حزب پیوست. او بین سال‌های ۲۰۰۲ تا ۲۰۰۴ دبیر کمیتۀ مرکزی حزب کمونیست کارگری ایران بود.
کوروش مدرسی در انشعاب سال ۲۰۰۴ در حزب کمونیست کارگری ایران رهبری بخش منشعب را بر عهده داشت و حزب جدیدی با نام حزب کمونیست کارگری ایران–حکمتیست تأسیس کرد که بعداً و از سال ۲۰۱۲ به «حزب کمونیست کارگری ایران–حکمتیست (خط رسمی)» تغییر نام داد. کوروش مدرسی تا سال ۲۰۱۰ دبیر کمیتۀ مرکزی این حزب بود.